# Primadonna (film)
Primadonna è un film del 2022 diretto da Marta Savina, al suo primo lungometraggio, ispirato alla storia di Franca Viola.
Distribuito nelle sale l'anno successivo, il film è stato presentato in concorso ai David di Donatello 2024.

## Trama
Lia Crimi è una ragazza del sud Italia, negli anni '60. Vive con i suoi familiari, il padre è un contadino, la madre casalinga. Le sue giornate scorrono nella normalità, Lia ama lavorare la terra e prendersi cura del fratellino Mario.
Per il Natale del 1966 un suo spasimante, Lorenzo Musicò, figlio di un boss del paese, rientra al paese dopo un viaggio in Germania. Il giovane sembra molto innamorato di Lia, ma la ragazza non ricambia le sue attenzioni perché lo trova troppo arrogante. 
Musicò non sembra intenzionato a rinunciare a Lia, tanto da arrivare a rapirla per poter poi pretendere un matrimonio riparatore.
Con l'appoggio dei famigliari, Lia decide di non cedere alle pressioni sociali e fa causa a Musicò, accusandolo di rapimento e stupro.
In seguito alla sua decisione, tutto il paese volterà le spalle alla famiglia Crimi, ed appoggerà Musicò, appartenente ad una famiglia molto influente del posto.

## Distribuzione
La pellicola è stata distribuita nelle sale cinematografiche italiane da Europictures l'8 marzo 2023.

## Curiosità
- Il film è ispirato alla vicenda di Franca Viola, prima donna a rifiutare il matrimonio riparatore, divenuta simbolo della crescita italiana e dell'emancipazione delle donne coraggiose.